# Antonín Vranický
Antonín Vranický (niem. Anton Wranitzky, także Wraniczky, Wranizky; ur. 13 czerwca 1761 w Neureisch, zm. 6 sierpnia 1820 w Wiedniu) – austriacki kompozytor i skrzypek czeskiego pochodzenia.

## Życiorys
Brat Pavla. Podobnie jak brat uczył się w szkole przy klasztorze norbertanów w Neureisch, później studiował filozofię w seminarium jezuickim w Brnie. Studiował także prawo. Gry na skrzypcach uczył się u brata. W połowie lat 80. XVIII wieku wyjechał do Wiednia, gdzie był uczniem Josepha Haydna, W.A. Mozarta i Johanna Georga Albrechtsbergera. W 1790 roku otrzymał posadę nadwornego kompozytora, nauczyciela muzyki i koncertmistrza księcia Josepha Franza von Lobkowitza, od 1797 roku był także kapelmistrzem orkiestry dworskiej. Po śmierci brata w 1808 roku przejął kierowanie wiedeńskimi Theater am Kärntnertor i Burgtheater. Od 1814 roku dyrygował też orkiestrą Theater an der Wien. Od 1812 do 1816 roku kierował wydawnictwem dworskich teatrów, Hofteater-Musik-Verlag. Do jego uczniów należeli Joseph Mayseder i Ignaz Schuppanzigh.
Jego dorobek kompozytorski obejmuje 15 symfonii, 15 koncertów skrzypcowych, koncert na 2 skrzypiec, 2 koncerty na skrzypce i wiolonczelę, koncert na 2 skrzypiec i wiolonczelę, koncert na 2 altówki, serenady, nokturny, liczne utwory kameralne i utwory na instrument klawiszowy oraz utwory wokalne, w tym msze. Był też autorem traktatu Violin Fondament (Wiedeń 1804).